# Catedral de San Juan Bautista (San Juan, Argentina)

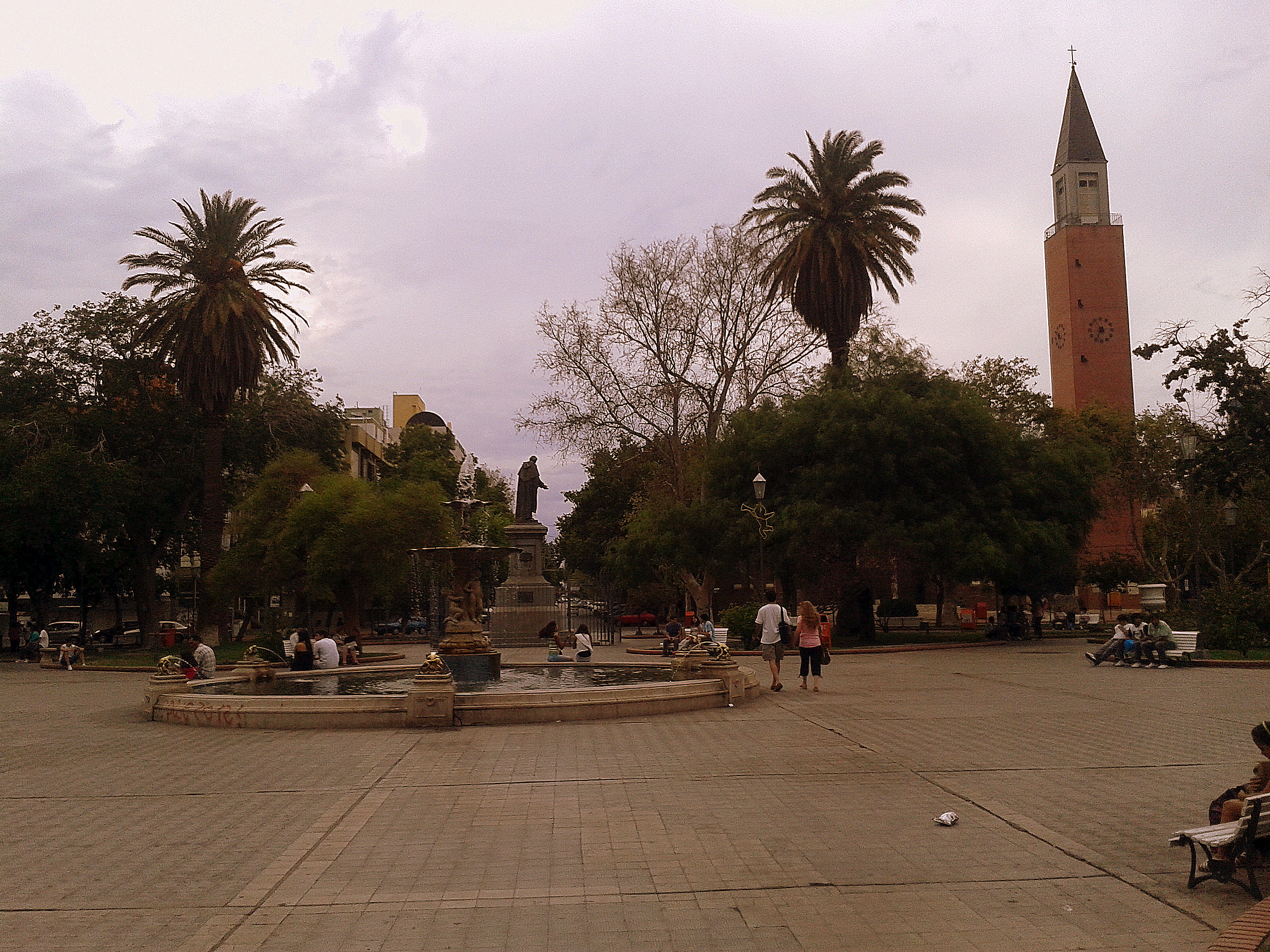
Vista a la Catedral de San Juan desde la Plaza 25 de Mayo.

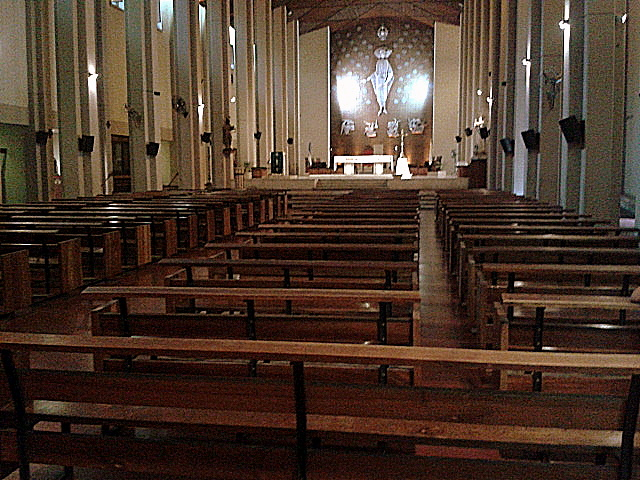
Vista del interior de la Catedral.

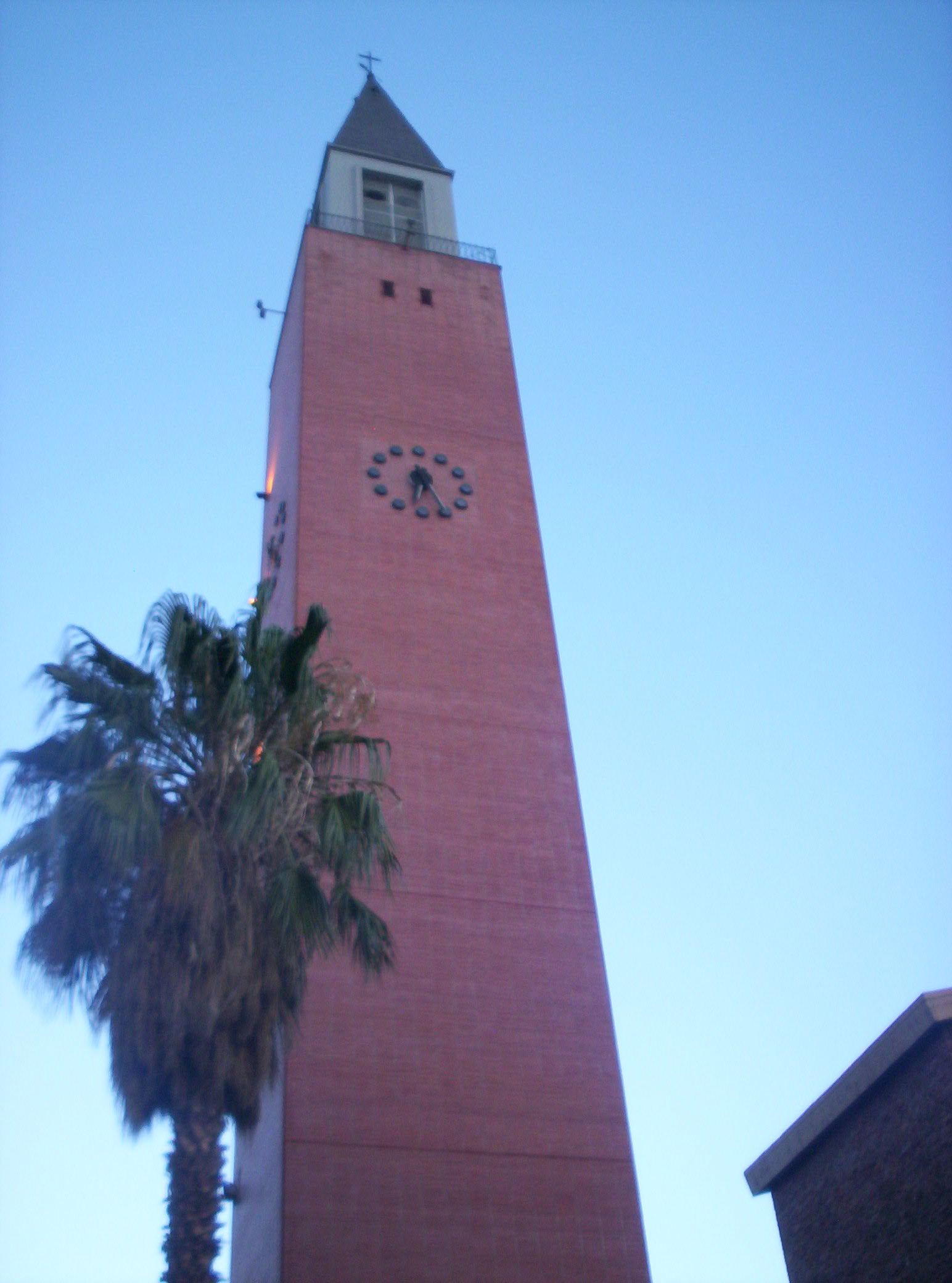
Vista del campanil.

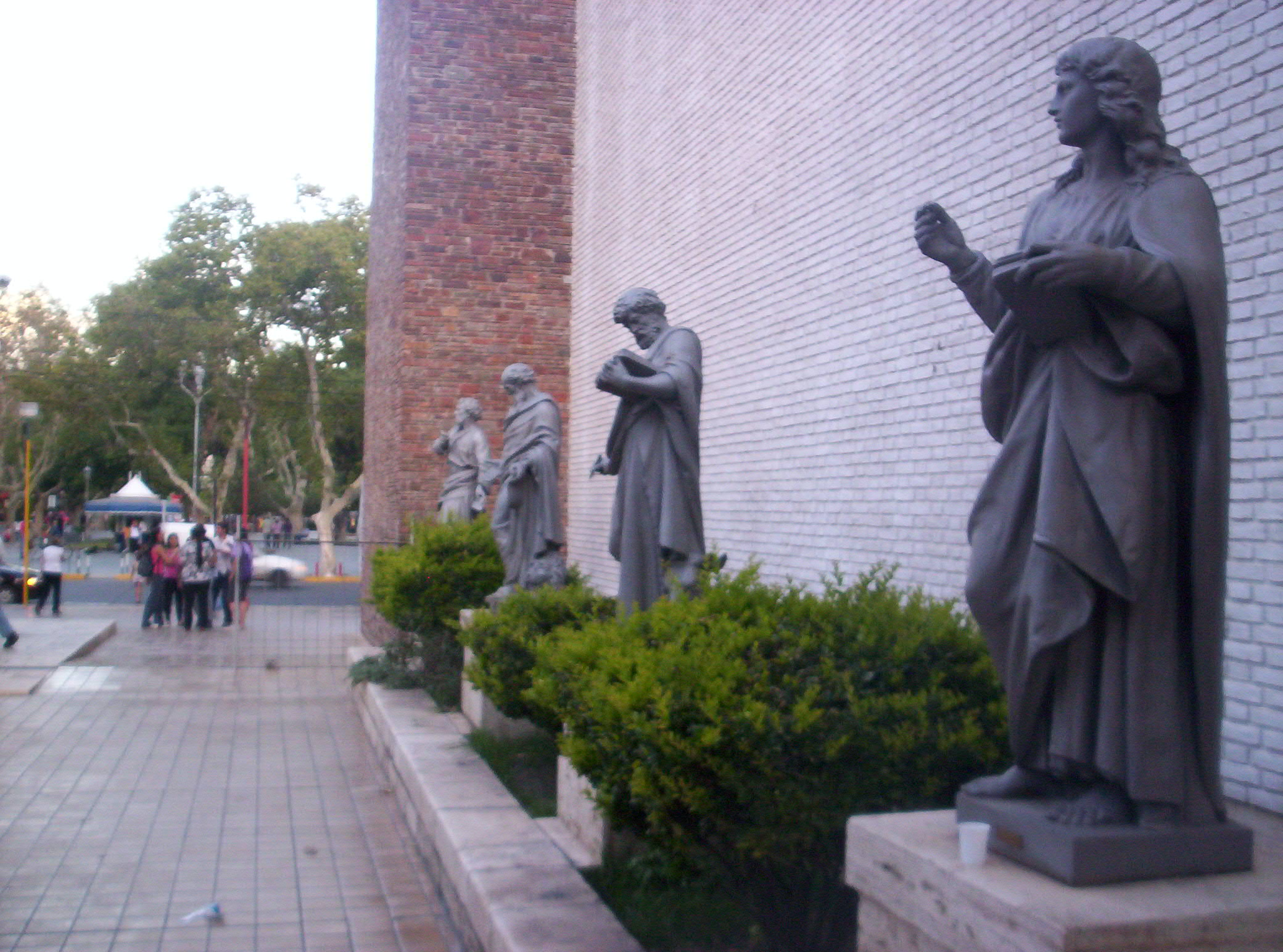
Estatuas de los apóstoles en la parte lateral.

La catedral de San Juan Bautista es la Iglesia Matriz de la Ciudad de San Juan, así como de la misma provincia, donde se hace honor a san Juan Bautista. Pertenece a la Arquidiócesis Metropolitana de San Juan de Cuyo.
Es actualmente una de las Catedrales más modernas del país y fue inaugurada el 16 de diciembre de 1979 y diseñada por los arquitectos Daniel Ramos Correas y Carlos Enrique Vallhonrat.

## Historia
Todo el conjunto de la actual iglesia catedral de San Juan está ubicado en el mismo lugar y orientación que ocupara, hasta el terremoto de 1944, la antigua iglesia mayor de la provincia.
La primera catedral fue construida por la Compañía de Jesús en 1712. Surgió como templo de San José, según el proyecto del padre Luis Santelices. Con el frente orientado a la plaza mayor, ocupó la esquina de “Portón” y “Real de las Carretas”, la misma que ocupa hoy solo que con los nombres de Rivadavia y Mendoza. Hasta principios del siglo XIX fue Iglesia Mayor y desde entonces Catedral.
En 1944, un terremoto azotó a la provincia de San Juan. La catedral fue uno de los tantos edificios dañados. Según una iniciativa del gobierno nacional, toda la ciudad fue reconstruida, e incluso los edificios que podían recuperarse fueron demolidos y construidos con mejores materiales. En este plan de reconstrucción también se incluyó la catedral. Por su parte, el palacio episcopal que se encontraba a su lado fue también demolido para la apertura de la avenida José Ignacio de la Roza.
La actual catedral de San Juan fue inaugurada el 16 de diciembre de 1979 y fue diseñada por el arquitecto Daniel Ramos Correas. A diferencia de prácticamente todas las ciudades de la Argentina, San Juan no cuenta con una antigua catedral.

## Fachada
La fachada principal de la catedral está orientada hacia el Este. En este frente, dos muros revestidos de piedra laja se sitúan a ambos lados, separados por un muro blanco retraído hacia el interior, que coincide adentro con la nave central. Dos columnas sin basamento ni capiteles llegan hasta el techo —que tiene una suave pendiente a dos aguas— y en ellos se apoya una viga horizontal. Queda así conformado un atrio al que se asciende por gradas de travertino con dos descansos. Al templo se accede por un portal de bronce labrado en Faenza (Italia) con bajorrelieves de santa Rosa de Lima, san Luis Rey de Francia, el apóstol Santiago, santa Ana y varios escudos y emblemas.

### Campanil
El campanil tiene tres partes diferenciables: la más alta, un prisma de base cuadrada, de 5 metros de lado y 33 m de altura, que está revestido de ladrillo cerámico rojo. Esta parte contiene las escaleras y el ascensor que llevan al mirador de la parte superior. Otra parte del campanil es la que está superpuesta por encima de la anterior, también de base cuadrada pero de menores dimensiones. Por último, una pirámide. En total, la altura del campanil es de 51 m.
Tiene un reloj Big-Ben y un carrillón alemán cuyos sones, cada 15 minutos, acompañan la vida cotidiana de la ciudad.

### Interior
El interior de la Catedral de San Juan impresiona por su sencillez y sobriedad. La nave central está separada de dos naves laterales por doce columnas a cada lado. Al fondo del amplio pasillo central se ubica el altar mayor, la cátedra arzobispal y los sillones del coro canónigo. A la derecha está la capilla del Santísimo.

### Altar
El altar mayor tiene un Cristo rodeado por 64 estrellas que representan a los países católicos, obra en duraluminio del escultor italiano Angelo Bianchini[cita requerida]. El órgano de la catedral es un moderno Hammond B3000 fabricado en Chicago, EE. UU.[cita requerida].

### La cripta
La cripta, excavada en el subsuelo de la iglesia, tiene acceso directo desde ésta y fue concebida como un desahogo de la catedral y espacio disponible para situaciones de emergencia. Es un recinto único en el que, coincidiendo con los altares laterales, se encuentran los monumentos funerarios de fray Justo Santa María de Oro y de algunos obispos. En la parte posterior se encuentra un altar privado de forma circular, delimitado por una pantalla de madera lustrada. La luz natural, proveniente de una banderola a nivel de la vereda, solo entra de modo difuso por el costado sur de la cripta.

## Fuente Consultada
- Fundación Bataller, Enciclopedia de San Juan
- Bataller, Juan Carlos: “El San Juan que Ud. no conoció”, Editores del Oeste, San Juan, 1996
- Bataller, Juan Carlos y Mendoza, Edgardo: “El siglo XX en San Juan”, Editores del Oeste, San Juan, 1999
- Peñalosa de Varese, Carmen y Arias, Héctor: Historia de San Juan, Editorial Spadoni, Mendoza, 1966
- Proyecto de Investigación “San Juan, sus arquitectos y la modernidad. Aportes y expresiones en el Eje Cívico”, desarrollado entre 2003 y 2005 en la Facultad de Arquitectura, Urbanismo y *Diseño – UNSJ - Dirección: arquitecta María Elvira Sentagne

- Datos: Q2942352
- Multimedia: Catedral de San Juan / Q2942352